# Maraton w Brukseli
Maraton w Brukseli – maratoński bieg uliczny rozgrywany co roku na ulicach Brukseli, w Belgii. Pierwsza edycja maratonu w Brukseli odbyła się 10 października 2004 roku. Od początku w zawodach uczestniczyli zarówno mężczyźni, jak i kobiety. Impreza odbywa się każdego roku w październiku, z wyjątkiem lat 2005 i 2006, kiedy to zawody rozegrano w sierpniu.

## Lista zwycięzców
Lista zwycięzców maratonu w Brukseli:
| Edycja | Data                 | Zwycięzca wśród mężczyzn | Kraj   | Czas    | Zwyciężczyni wśród kobiet | Kraj       | Czas    |
| ------ | -------------------- | ------------------------ | ------ | ------- | ------------------------- | ---------- | ------- |
| 13     | 2 października 2016  | Eric Kering              | Kenia  | 2:16:51 | Virginie Vandroogenbroeck | Belgia     | 2:53:42 |
| 12     | 4 października 2015  | Geoffrey Kipkoech        | Kenia  | 2:14:40 | Soetkin Demey             | Belgia     | 3:05:32 |
| 11     | 5 października 2014  | Florent Caelen           | Belgia | 2:16:31 | Louise Deldicque          | Belgia     | 2:56:27 |
| 10     | 6 października 2013  | Samson Kiptoo            | Kenia  | 2:15:49 | Maja Glesti               | Szwajcaria | 3:10:21 |
| 9      | 7 października 2012  | Joseph Mutai             | Kenia  | 2:16:41 | Claire Macht              | Niemcy     | 3:06:15 |
| 8      | 2 października 2011  | Paul Kirui               | Kenia  | 2:14:51 | Mariska Dute              | Holandia   | 3:00:01 |
| 7      | 10 października 2010 | Levy Matebo              | Kenia  | 2:13:30 | Mariska Dute              | Holandia   | 2:59:16 |
| 6      | 4 października 2009  | Abraham Potongole        | Kenia  | 2:15:13 | Aimée Jacquet             | Francja    | 3:06:04 |
| 5      | 5 października 2008  | Rik Ceulemans            | Belgia | 2:19:29 | Anne Zijderveld           | Holandia   | 3:15:51 |
| 4      | 14 października 2007 | Jonathan Kiptoo          | Kenia  | 2:12:16 | Rael Yepyator             | Kenia      | 2:41:20 |
| 3      | 27 sierpnia 2006     | Stephen Loruo            | Kenia  | 2:11:26 | Irene Mogaka              | Kenia      | 2:42:53 |
| 2      | 28 sierpnia 2005     | Samson Kosgei            | Kenia  | 2:12:03 | Rose Nyangancha           | Kenia      | 2:37:48 |
| 1      | 10 października 2004 | John Kelai               | Kenia  | 2:11:00 | Jennifer Chesinon         | Kenia      | 2:32:16 |